# Anandite
L'anandite è un minerale appartenente al gruppo delle miche fragili, rinvenuto a Ceylon, e così denominato in onore di Ananda Coomaraswamy.

## Origine e giacitura
Rinvenuta a Wilagedera, Ceylon, associata a magnetite, calcopirite, pirite e pirrotina.

## Forma in cui si presenta in natura
Cristalli neri, lucenti, con sfaldatura perfetta.